# دباسة

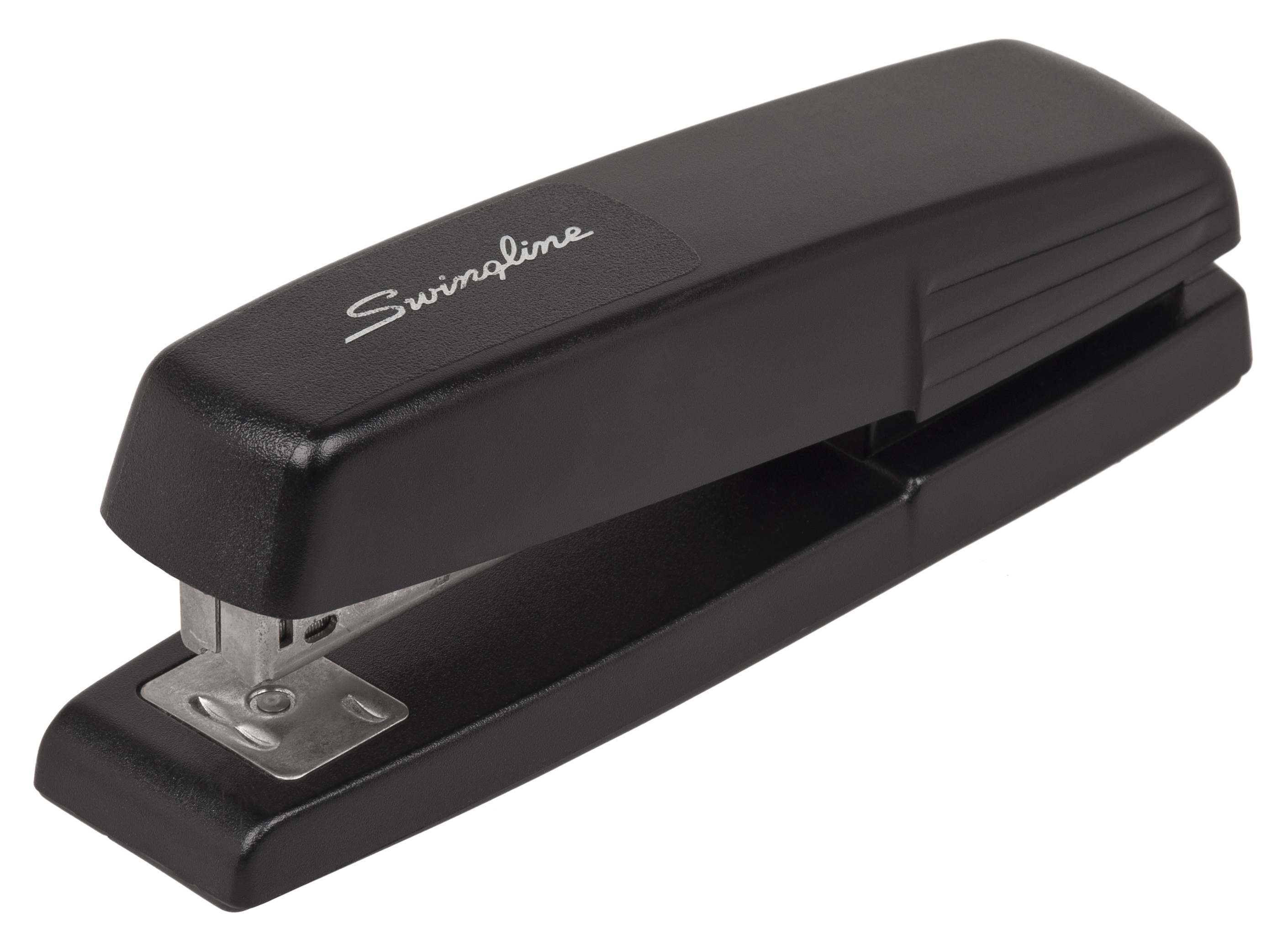
دباسة الأوراق المكتبية الشائعة

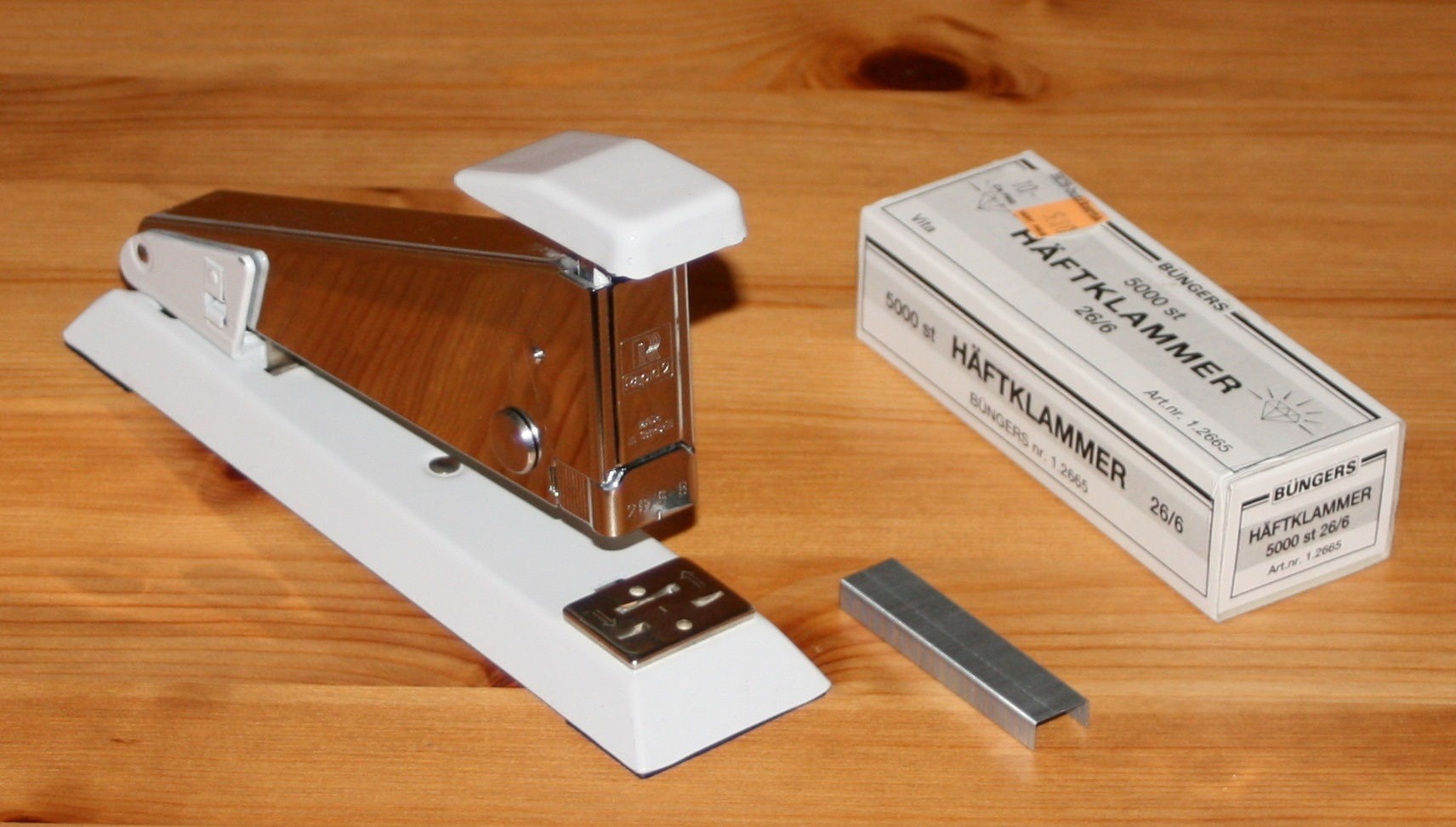
الدباسة المدرسية الشائعة

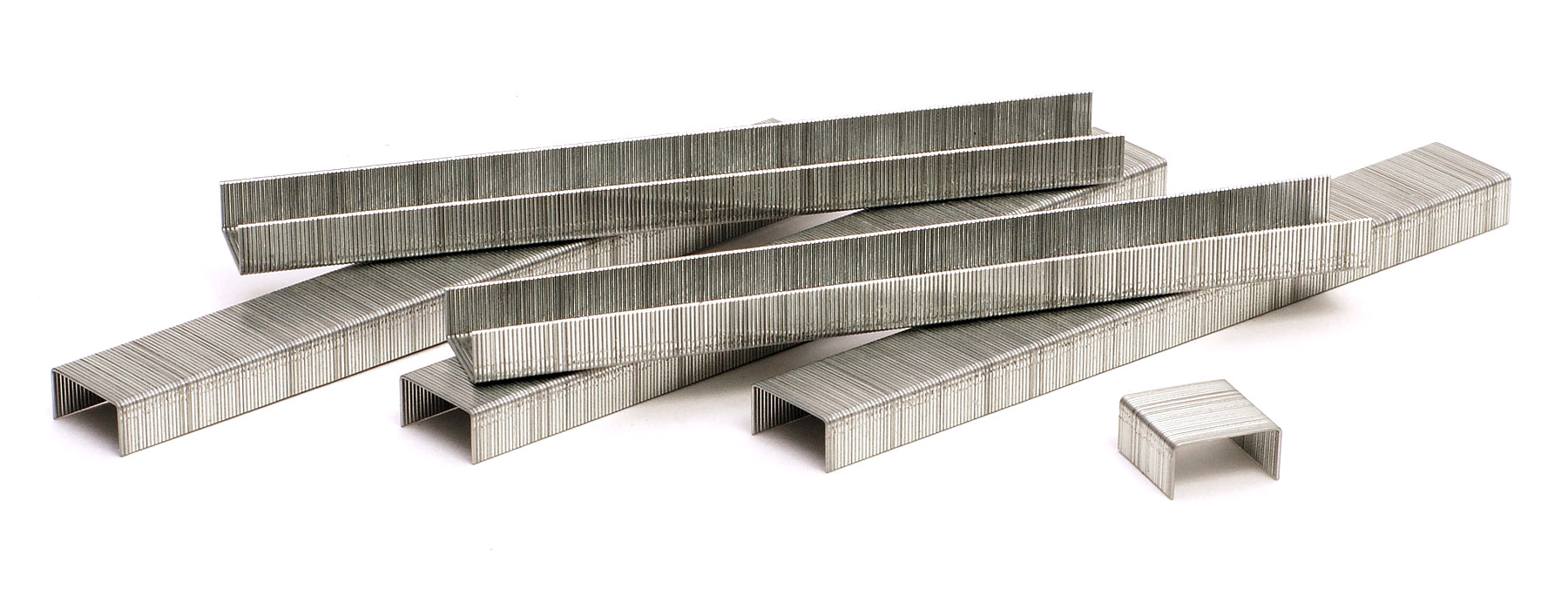
كومة من دبابيس الدباسة الشائعة الاستخدام

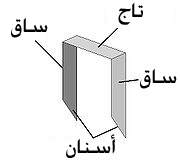
الرسم البياني لدبوس الدباسة الشائع

الدَّبَّاسَة أو الكَبَّاسَة أو المدبِّسة أو المرزِّزَة أو المِشَكّ السِلْكِي أو الخرَّازة هي أداة ميكانيكية بسيطة تستخدم لربط وتثبيت الأوراق ببعضها البعض بواسطة دبوس ذو حافتين حادتين بحيث تخترق حافتي الدبوس الحادتين الأوراق ثم يتم ثني ساقي الدبوس ليتم تثبيت الدبوس بالكامل مع الأوراق.
يوجد منها أنواع وأحجام مختلفة، فباختلاف النوع يختلف الاستخدام فكلما كبر حجم الدباسة وحجم دبابيس الدباسة ازدادت قدرتها على اختراق وشبك عدد أكبر من الأوراق.

## معرض صور

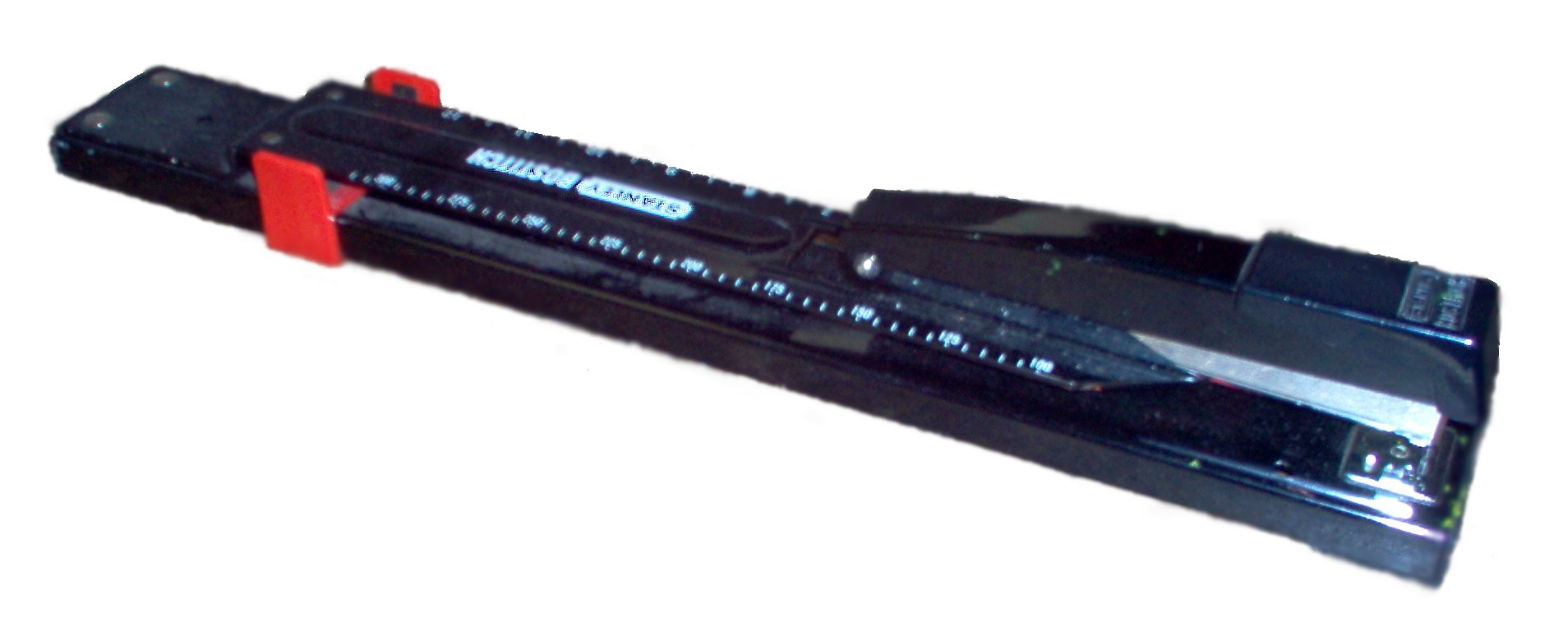
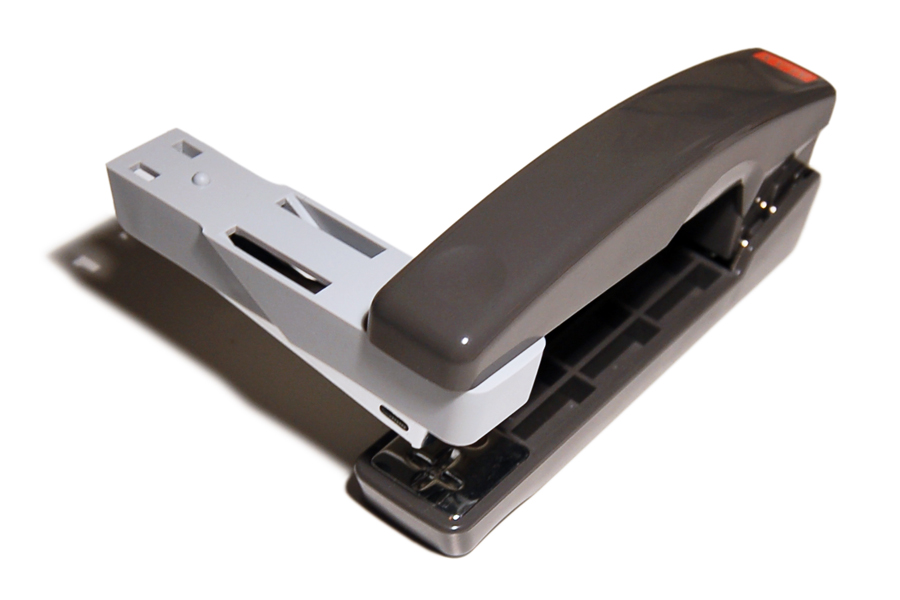
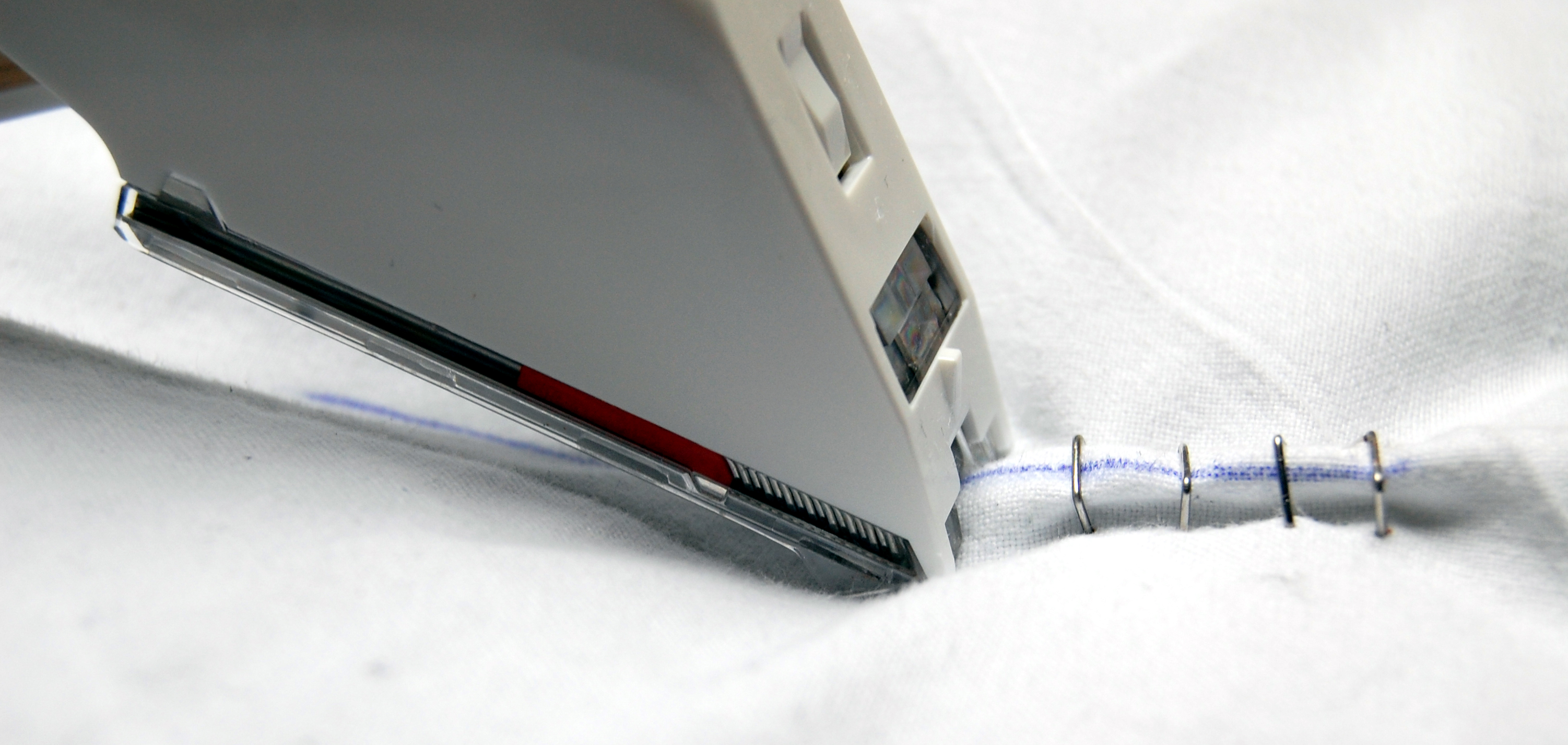
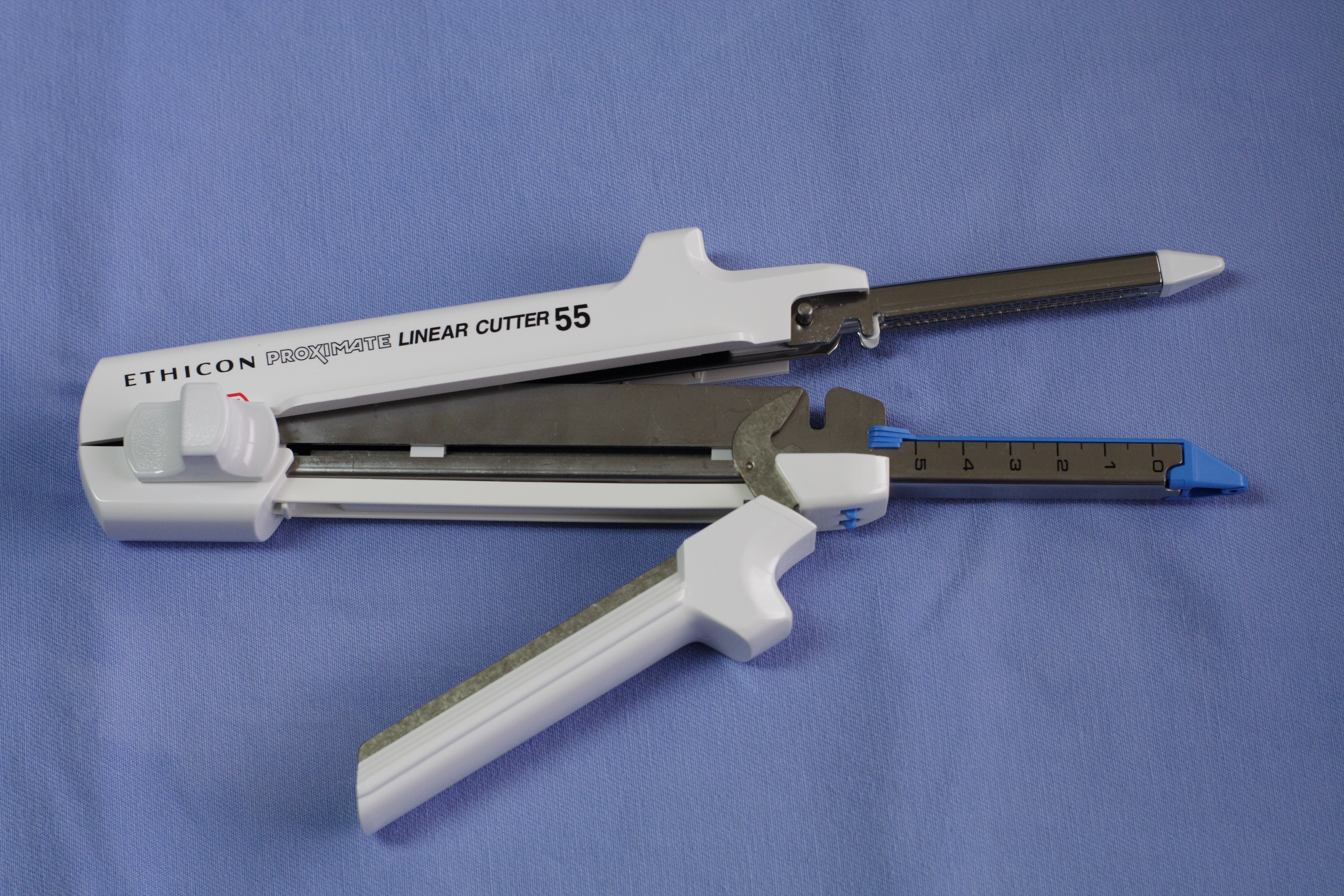
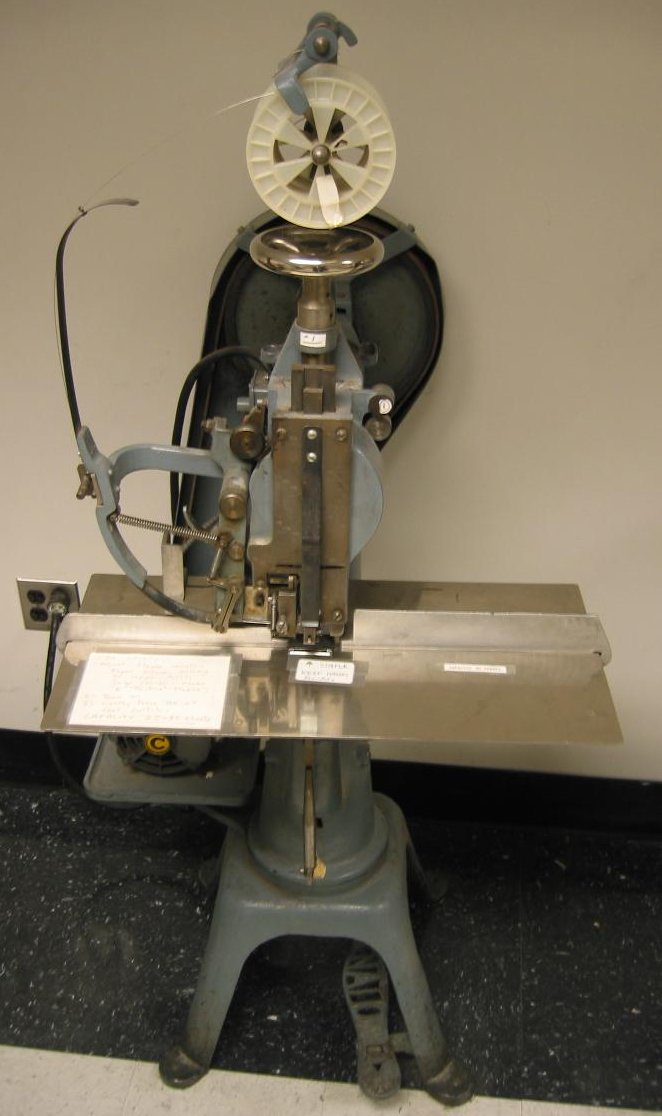